# Bighead
Брендан Мюррей, наиболее известный как Bighead или Bighead on the Beat — американский музыкальный продюсер и диджей, наиболее известный работами в жанре SoundCloud хип-хоп. Он продюсировал треки таким артистам, как Lil Pump, Lil Peep и Lil Tracy. Он входит в список 30 лучших хип-хоп-продюсеров 2017 года журнала XXL, с пометкой «вы не можете слушать восходящих в этом году звёзд рэпа, не услышав музыку от Bighead».
Родившись в Ланкастере, штат Калифорния, он стал полноценным продюсером в возрасте 18 лет после того, как его отец переехал в Арканзас. Он изначально делал биты в стиле Мик Милла и Дрейка, прежде чем в 2017 году начать сочинять по-своему, «вероятно, потому что я был под кайфом». В том же году он впервые вошёл в топ-10 Billboard Hot 100 с треком «Gucci Gang» от Lil Pump. В том же году он спродюсировал ещё четыре трека на одноимённом альбоме Pump. Одна из этих песен, «Molly», была спродюсирована совместно с Ronny J.
Bighead рассказал о своём вдохновении от Blink-182, который, по его мнению, сделал чарты Billboard простым: «если трёхлетний или четырёхлетний ребёнок может петь её, это то, к чему я стремлюсь. Как „Gucci Gang“».